# Juan García Rodríguez
Juan de la Caridad García Rodríguez (Camagüey, 11 juli 1948) is een Cubaans geestelijke en een kardinaal van de Rooms-Katholieke Kerk.
García Rodríguez bezocht het kleinseminarie in Santiago de Cuba. Daarna studeerde hij aan het seminarie van Havana.
García Rodríguez werd op 25 januari 1972 priester gewijd. Vervolgens was hij werkzaam in pastorale functies.
Op 15 maart 1997 werd García Rodríguez benoemd tot hulpbisschop van Camagüey en tot titulair bisschop van Gummi in Proconsulari; zijn bisschopswijding vond plaats op 7 juni 1997. Op 10 juni 2002 werd hij benoemd tot aartsbisschop van Camagüey. Op 26 april 2016 volgde zijn benoeming tot aartsbisschop van Havana.
García Rodríguez was van 2007 tot 2009 voorzitter van de Cubaanse bisschoppenconferentie.
García Rodríguez werd tijdens het consistorie van 5 oktober 2019 kardinaal gecreëerd. Hij kreeg de rang van kardinaal-priester. Zijn titelkerk werd de Santi Aquila e Priscilla.